# Hooray for Boobies
Hooray for Boobies (стилизовано как HOORAYforBOOBIES) — третий студийный альбом американской группы Bloodhound Gang. Выход альбома состоялся 4 октября 1999 года в Соединённом Королевстве и 29 февраля 2000 года в Соединённых Штатах. Спродюсированный Джимми Попом и Ричардом Гавалисом, это второй альбом группы на лейбле Geffen Records после One Fierce Beer Coaster (1996). Это был второй и последний альбом, в записи которого участвовал барабанщик Spanky G, покинувший группу, чтобы закончить учёбу.
Альбом вывел группу в мейнстрим, имел коммерческий успех и был благосклонно принят музыкальными критиками. В США он первоначально дебютировал на втором месте в чарте Top Heatseekers и достиг 14-й позиции в чарте Billboard 200. Он занял первое место в Австрии и Германии.
С альбома было выпущено пять синглов: «Along Comes Mary», «The Bad Touch», «The Ballad of Chasey Lain», «Mope» и «The Inevitable Return of the Great White Dope». «The Bad Touch» попал в 14 музыкальных чартов, в пяти из которых занял 1-ю позицию.

## Предыстория

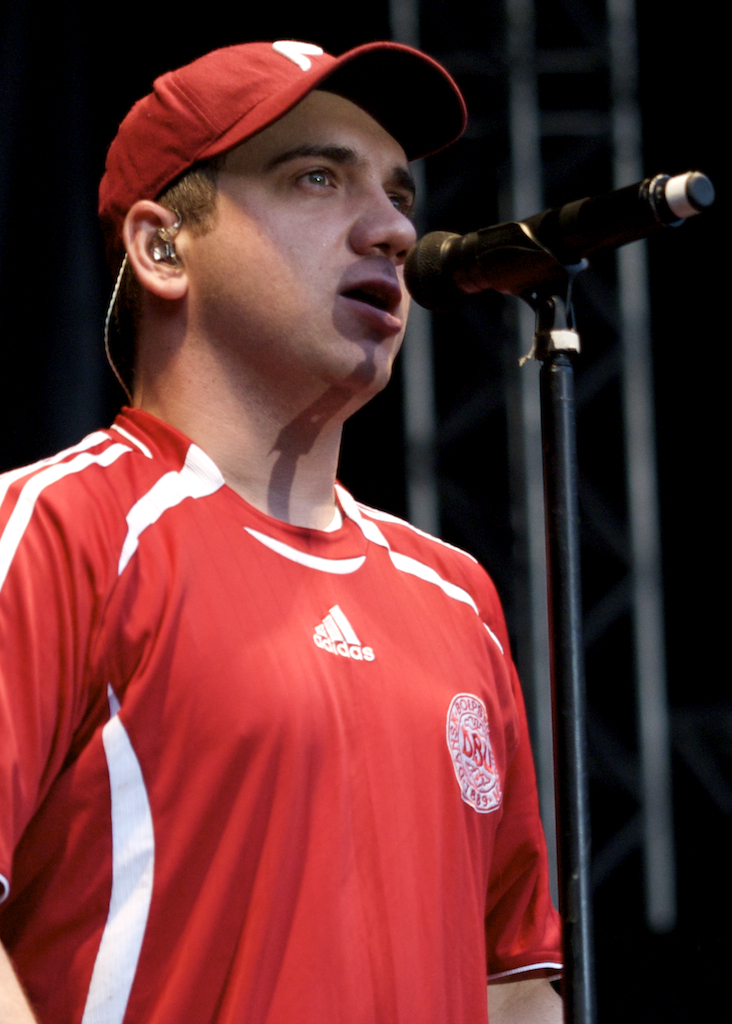
Джимми Поп, фронтмен Bloodhound Gang.

В марте 1995 года Bloodhound Gang подписали контракт с Columbia Records и в июле того же года выпустили свой дебютный студийный альбом Use Your Fingers, но впоследствии группа расторгнула контракт с лейблом. После изменений в составе группа приступила к работе над своим вторым альбомом One Fierce Beer Coaster.
Выпущенный 3 декабря 1996 года, он в конечном итоге разошёлся тиражом более 500 000 копий в США. Первый сингл альбома, «Fire Water Burn», сыграл важную роль в скорой популярности группы. Geffen Records подписали контракт с группой в течение двух месяцев, поскольку из уст в уста распространилась похвала альбому.

## Содержание

### Стиль
Hooray for Boobies, напоминающий первый альбом группы, содержит различные скиты между песнями. Первый скит-трек, «Mama’s Boy», представляет собой импровизированный телефонный разговор между Джимми Попом и его матерью. «R.S.V.P.» включает в себя короткий монолог порноактрисы из Vivid Entertainment Чейси Лейн. В «That Cough Came With a Prize» 15 секунд простого кашля. «This Is Stupid» — трек, исполняемый вокальным дуэтом, который также поёт в «Right Turn Clyde». Наконец, «The Ten Coolest Things About New Jersey» — это просто десять секунд молчания. Согласно примечаниям, Джимми Попу пришлось объяснять трек члену группы DJ Q-Ball